# Silnik bliźniaczy

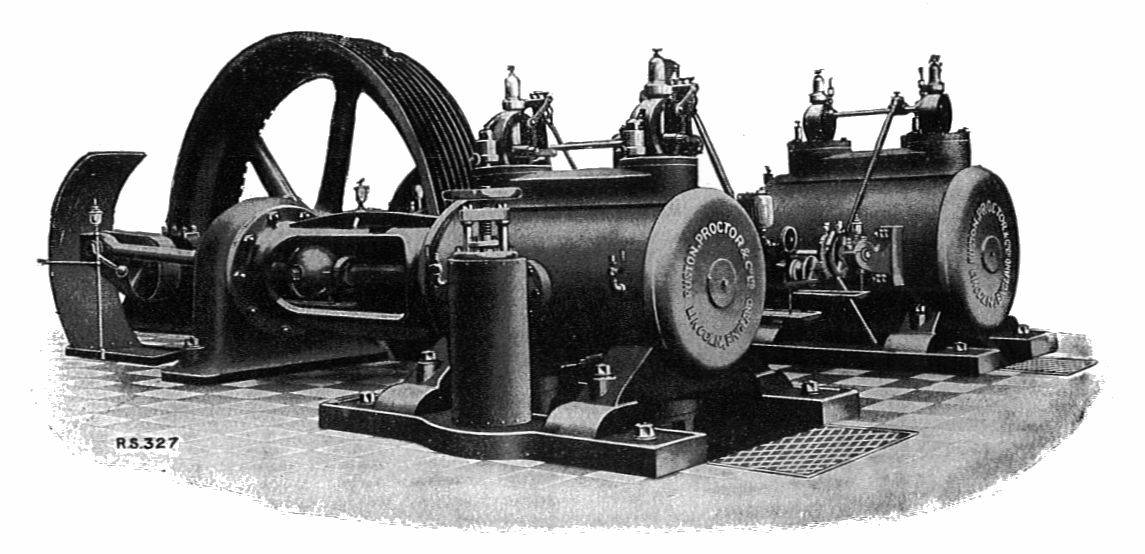
Stacjonarny silnik bliźniaczy

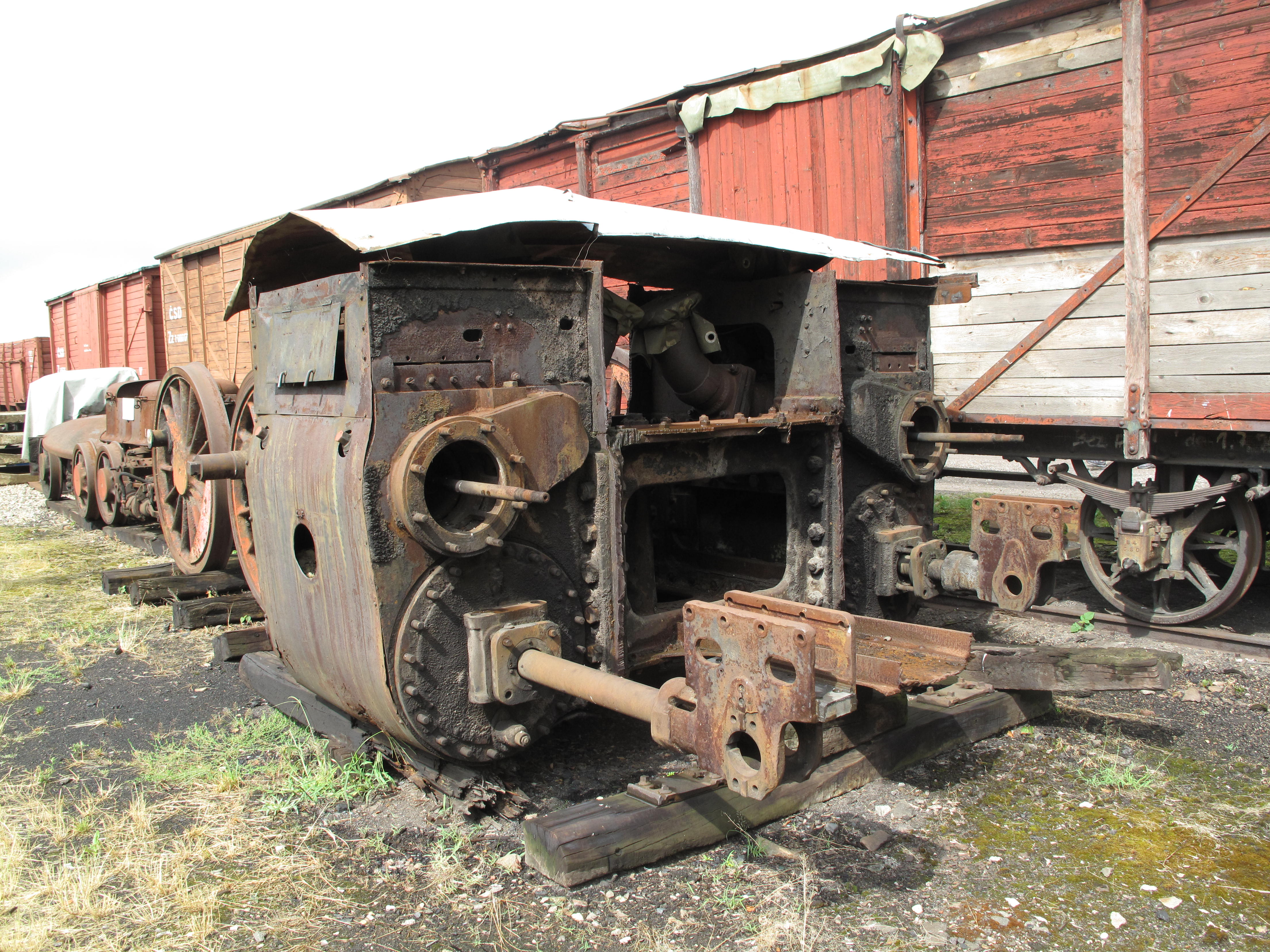
Blok cylindrowy silnika bliźniaczego

Silnik bliźniaczy – maszyna parowa charakteryzująca się jednoczesnym dopływem pary do obydwu cylindrów.

## Historia
Najstarsze parowozy były wyłącznie lokomotywami dwucylindrowymi, a lokomotywa z dwucylindrowym silnikiem parowym pozostała konstrukcją dominującą do końca budowy parowozu. W silnikach dwucylindrowych korbowody są przesunięte o 90 stopni. Starsze lokomotywy miały czasami cylindry wewnątrz ramy.  W celu uzyskania większej siły pociągowej można zamontować dodatkowy cylinder. W zwykłych do przełomu wieków parowozach nasyconych występował nie tylko spadek ciśnienia między parą dopływającą i wychodzącą, ale także spadek temperatury. W lokomotywach bliźniaczych oba cylindry są jednakowe. Pod koniec procesu rozprężania ciśnienie wypływającej pary wynosi od 1,2 do 1,8 bara. To ciśnienie resztkowe jest potrzebne do wytworzenia ciągu indukowanego w kominie. W parowozie bliźniaczym ilość pary dostarczanej do cylindrów jest jednakowa. Parowóz bliźniaczy posiada w dymnicy cztery rury parowe. Połowa z nich to rury wlotowe, natomiast druga połowa to rury odlotowe. Silnik bliźniaczy został uznany za bardziej ekonomiczny. Ten system stosowano w standardowych parowozach kolei niemieckich.